# Lucius Anicius Gallus
Lucius Anicius Gallus est un homme d'État de la République romaine. C'est sans doute un homo novus, le premier de sa famille à être consul, car Tite-Live précise qu'il est d'une noblesse moindre que celle de Paul-Émile. Sa famille, la gens Anicia, semble venir de Préneste, et est peut-être liée aux Anicii de la fin de l'Empire, qui jusqu'au VIe siècle de notre ère furent une famille importante de Rome.

## Biographie
En 168 av. J.-C., il est préteur pérégrin (praetor peregrinus), et sert de légat sous Lucius Aemilius Paullus Macedonicus durant la troisième guerre macédonienne. Tandis que Lucius Aemilius Paullus Macedonicus bat de son côté Persée, Anicius se distingue en prenant Shkodër et en capturant le roi Gentius, un allié de Persée, soumettant en moins de 30 jours l'Illyrie. Le sénat romain prolonge son commandement pour l'année suivante, pendant laquelle il pacifie l'Épire et supervise la réorganisation du royaume d'Illyrie en trois petites républiques.En 166 av. J.-C. il intervient encore en Épire puis revient à Rome où il reçoit un triomphe pour son action. Son triomphe fut cependant en partie éclipsé par celui de son supérieur, Lucius Aemilius Paullus Macedonicus, obtenu pour sa victoire de plus grande importance à la bataille de Pydna sur Persée.
En 160 av. J.-C., il est consul ordinaire avec M. Cornelius Cethegus. Les auteurs antiques que nous avons conservés ne rapportent rien sur son action, sauf Cicéron qui cite l'année de son consulat parmi les millésimes exceptionnels de vin.
En 154 av. J.-C., il participe à une délégation de dix sénateurs en Asie mineure, chargée de régler la guerre entre Prusias II (roi de Bithynie) contre Attale II (roi de Pergame). Cette délégation rencontre d'abord Attale, puis Prusias qui rejette les injonctions de paix du Sénat romain. À leur retour, les ambassadeurs romains conseillent à Attale d'organiser sa défense, mais lui enjoignent de ne prendre aucune initiative de guerre. En revenant à Rome, ils dissuadent les états qu'ils traversent d'apporter leur aide à Prusias.